# Ballet burlón
Ballet burlón és un curtmetratge d'objectes animats realitzat per Fermí Marimón. El film original es va rodar en blanc i negre el 1956 i Marimón el va repetir en 35 mm i a color l'any 1959. Ballet burlón forma part de la llista dels bàsics de cinema català.

## Argument
L'argument és quelcom anecdòtic en la cinta de Marimón. El protagonista, que és el mateix Marimon, està dibuixant i es taca de tinta. En sortir de l'habitació el material d'oficina comença a moure’s, tot creant una coreografia.

## Premis
- Medalla de plata al Concurs Nacional del Centre Excursionista de Catalunya